# روستای قلعه‌رودخان
قلعه‌رودخان، روستایی از توابع بخش مرکزی شهرستان فومن در استان گیلان ایران است. یکی از مستحکم‌ترین قلعه‌های ایران قلعه رودخان است که در سال ۱۸۳۰میلادی توسط یک باستان‌شناس (ایران‌شناس) لهستانی روسی به نام «الکساندرخودزکو» پیدا شد. زمان بنای قلعه رودخان به زمان سلسله ساسانی در زمان حمله اعراب بر می‌گردد.
در سال ۱۳۵۰ شمسی قلعه رودخان در فهرست آثار تاریخی ملی ثبت و ماندگار شد.

## جمعیت
این روستا در دهستان گوراب پس قرار دارد و براساس سرشماری مرکز آمار ایران در سال ۱۳۸۵، جمعیت آن ۷۰۷ نفر (۲۱۷خانوار) بوده است.